# Old Town Road
Old Town Road è un singolo novelty del rapper statunitense Lil Nas X, pubblicato il 3 dicembre 2018 come primo estratto dall'EP 7.

## Descrizione
Il brano, scritto dallo stesso interprete e prodotto da YoungKio, contiene un campionamento della traccia strumentale 34 Ghosts IV dei Nine Inch Nails, scritta e prodotta da Trent Reznor e Atticus Ross, che sono stati accreditati.
Un remix con il cantante di musica country Billy Ray Cyrus è stato pubblicato il 5 aprile 2019.

## Tracce
Download digitale
1. Old Town Road – 1:53

Download digitale (remix con Billy Ray Cyrus)
1. Old Town Road (feat. Billy Ray Cyrus) – 2:37

Download digitale (remix con Billy Ray Cyrus e Diplo)
1. Old Town Road (feat. Billy Ray Cyrus e Diplo) – 3:25

Download digitale (remix con Billy Ray Cyrus, Young Thug e Mason Ramsey)
1. Old Town Road (feat. Billy Ray Cyrus, Young Thug e Mason Ramsey) – 2:51

Download digitale (remix con RM dei BTS)
1. Seoul Town Road (feat. RM dei BTS) – 1:55

## Formazione
Versione originale
- Lil Nas X – voce
- YoungKio – produzione
- Trent Reznor – produzione del sample
- Atticus Ross – produzione del sample
- Cinco – tecnico della registrazione

Remix con Billy Ray Cyrus
- Lil Nas X – voce
- Billy Ray Cyrus – voce
- Jocelyn "Jozzy" Donald – coro
- YoungKio – produzione
- Trent Reznor – produzione del sample
- Atticus Ross – produzione del sample
- Andrew "VoxGod" Bolooki – produzione vocale
- Joe Grasso – tecnico
- Cinco – tecnico della registrazione
- Eric Lagg – tecnico del mastering

## Successo commerciale
Old Town Road ha fatto ingresso nella Billboard Hot 100, la classifica dei singoli statunitense, il 16 marzo 2019 all'83ª posizione. Il brano è riuscito a entrare contemporaneamente sia nella classifica Hot Country Songs sia nella Hot R&B/Hip-Hop Songs a marzo 2019, caso singolare per una canzone, tuttavia Billboard l'ha rimosso dalla classifica riservata ai brani country perché "non contiene abbastanza elementi della musica country moderna".
Il 5 aprile 2019 Lil Nas X ha pubblicato un remix con la partecipazione di Billy Ray Cyrus al fine di far riconoscere la canzone originale come una traccia country: il successo del remix ha consentito al brano di scalare la Billboard Hot 100 fino a raggiungere la prima posizione a una settimana di distanza dall'uscita del remix e a cinque dalla sua entrata nella classifica. La settimana successiva ha ottenuto il record per il maggior numero di riproduzioni in streaming in una settimana, con 143 milioni di ascolti negli Stati Uniti. Il record era precedentemente detenuto da Drake da luglio 2018. Il 3 agosto 2019 Old Town Road ha totalizzato 17 settimane consecutive in cima alla Billboard Hot 100, conquistando il record per il maggior numero di settimane in vetta alla classifica precedentemente detenuto da One Sweet Day di Mariah Carey e i Boyz II Men e da Despacito di Luis Fonsi e Daddy Yankee. Ha lasciato il primo posto dopo 19 settimane di fila, detronizzata da Bad Guy di Billie Eilish.
Con 18,4 milioni di unità vendute a livello globale, il brano è risultato il secondo più venduto nel 2019 secondo l'International Federation of the Phonographic Industry. Nel febbraio 2022 il singolo è stato certificato 16 volte disco di platino dalla RIAA, divenendo la canzone con il più alto numero di certificazioni negli Stati Uniti.
In Italia è stato il 99º brano più trasmesso dalle radio nel 2019.

## Classifiche

### Classifiche settimanali
| Classifica (2019) | Posizione massima |
| ----------------- | ----------------- |
| Argentina         | 77                |
| Australia         | 1                 |
| Austria           | 1                 |
| Belgio (Fiandre)  | 1                 |
| Belgio (Vallonia) | 1                 |
| Brasile           | 7                 |
| Bulgaria          | 2                 |
| Canada            | 1                 |
| Costa Rica        | 4                 |
| Croazia           | 40                |
| Danimarca         | 1                 |
| Estonia           | 3                 |
| Finlandia         | 5                 |
| Francia           | 1                 |
| Germania          | 1                 |
| Grecia            | 2                 |
| Irlanda           | 1                 |
| Islanda           | 7                 |
| Italia            | 3                 |
| Lettonia          | 2                 |
| Libano            | 3                 |
| Lituania          | 2                 |
| Lussemburgo       | 1                 |
| Malaysia          | 11                |
| Messico           | 6                 |
| Norvegia          | 1                 |
| Nuova Zelanda     | 1                 |
| Paesi Bassi       | 1                 |
| Polonia           | 8                 |
| Portogallo        | 1                 |
| Regno Unito       | 1                 |
| Repubblica Ceca   | 2                 |
| Romania           | 4                 |
| Russia            | 25                |
| Slovacchia        | 2                 |
| Slovenia          | 30                |
| Spagna            | 62                |
| Stati Uniti       | 1                 |
| Svezia            | 2                 |
| Svizzera          | 1                 |
| Ungheria          | 1                 |

### Classifiche di fine anno
| Classifica (2019) | Posizione |
| ----------------- | --------- |
| Australia         | 1         |
| Austria           | 3         |
| Belgio (Fiandre)  | 2         |
| Belgio (Vallonia) | 1         |
| Canada            | 1         |
| Danimarca         | 3         |
| Francia           | 1         |
| Germania          | 1         |
| Irlanda           | 2         |
| Islanda           | 23        |
| Italia            | 17        |
| Lettonia          | 5         |
| Norvegia          | 3         |
| Nuova Zelanda     | 1         |
| Paesi Bassi       | 2         |
| Polonia           | 35        |
| Portogallo        | 3         |
| Regno Unito       | 2         |
| Repubblica Ceca   | 6         |
| Romania           | 16        |
| Russia            | 61        |
| Slovacchia        | 10        |
| Stati Uniti       | 1         |
| Sudafrica         | 2         |
| Svezia            | 4         |
| Svizzera          | 2         |
| Ungheria          | 2         |
| Classifica (2020) | Posizione |
| Australia         | 53        |
| Belgio (Fiandre)  | 76        |
| Belgio (Vallonia) | 74        |
| Francia           | 78        |
| Canada            | 25        |
| Portogallo        | 110       |
| Regno Unito       | 81        |
| Romania           | 93        |
| Russia            | 67        |
| Svizzera          | 49        |
| Ungheria          | 55        |

### Classifiche di fine decennio
| Classifica (2010-19) | Posizione |
| -------------------- | --------- |
| Australia            | 56        |
| Regno Unito          | 75        |
| Stati Uniti          | 7         |

### Classifiche di fine secolo
| Classifica (2000-2024) | Posizione |
| ---------------------- | --------- |
| Stati Uniti            | 21        |

### Classifiche di tutti i tempi
| Classifica (1958-2021) | Posizione |
| ---------------------- | --------- |
| Stati Uniti            | 41        |